# Pierre Pouchot

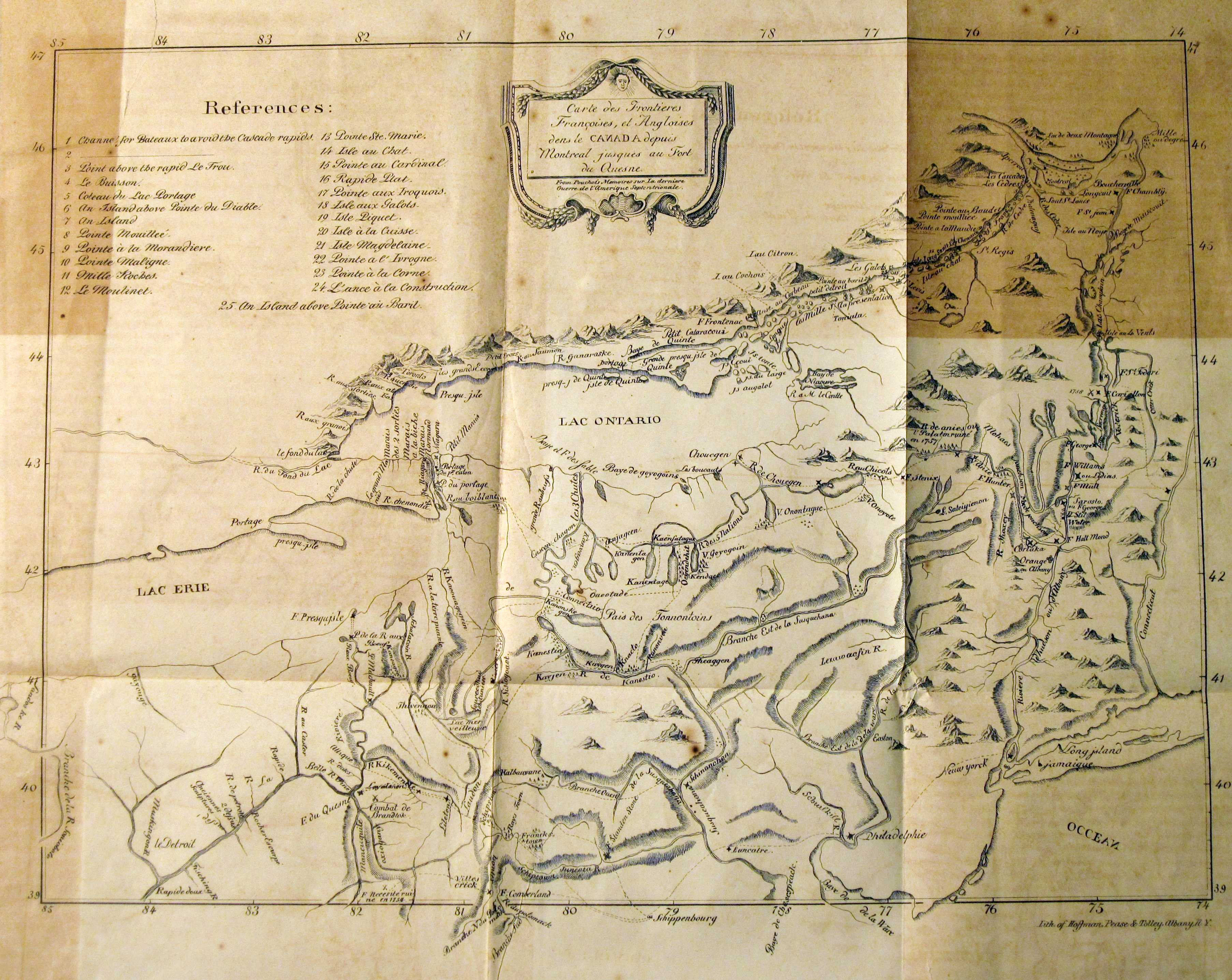
Carte de la frontière méridionale du Canada vers 1755/1759 par Pierre Pouchot de Maupas.

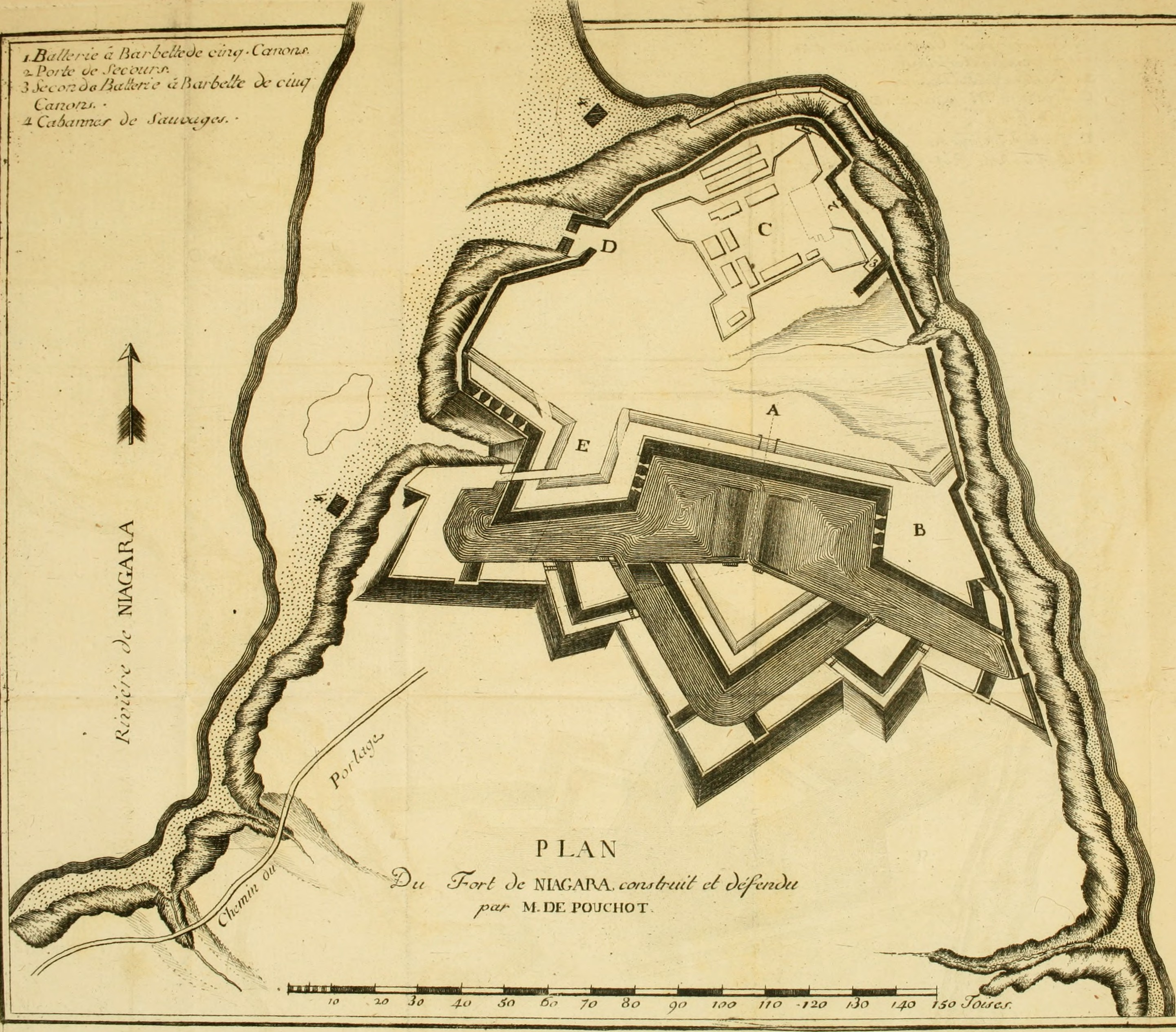
Croquis du plan du fort Niagara dessiné par le commandant Pierre Pouchot de Maupas.

Pierre Pouchot de Maupas, né le 10 décembre 1710 à Grenoble et mort le 8 mai 1769 en Corse, est un officier et ingénieur militaire français et commandant du Fort Niagara au Canada.

## Biographie
Il est né à Grenoble, en France, fils d'un marchand. Il rentre dans l'armée régulière en 1733 à titre d'ingénieur. Le 1er mai 1734, il est nommé sous-lieutenant dans le régiment de Béarn. 
Il devient major, puis capitaine, en septembre 1748, en servant successivement en Corse, en Italie, en Flandre, en Allemagne et en Autriche. Lors de la guerre de Succession d'Autriche, il reçoit la Croix de Saint-Louis, pour distinction.
De 1754 à 1761, il participe à la guerre de sept ans. En 1754, son régiment est choisi pour être envoyé au Canada et il arrive au fort Frontenac en juillet 1755. Par la suite, il est envoyé au fort Niagara pour améliorer ses défenses. 
Entre juillet et août 1756, il aide aux travaux de siège lors de la bataille du fort Oswego. Après, il est envoyé à l'amélioration des constructions des fortifications de Montréal, du fort Carillon et du fort Frontenac. Puis, il est nommé commandant du fort Niagara jusqu'en octobre 1757, car il doit rejoindre son régiment à Montréal. 
En mars 1759, il retourne commander le fort Niagara et il dirige une bataille contre les Britanniques en 1760 à la bataille des Mille-Îles. Fait prisonnier, il reste captif à New York quelques mois avant d'être libéré et de pouvoir regagner la France.
Après son retour en France, il sert la France, d'abord à Grenoble, où il rédige ses mémoires de guerre en Amérique septentrionale, puis sur l'île de Corse, où il est tué le 8 mai 1769. 
En 1781, à Yverdon, en Suisse, sont publiés, à titre posthume, trois volumes de Mémoires sur la dernière guerre de l'Amérique septentrionale entre la France et l'Angleterre.